# 요그소토스

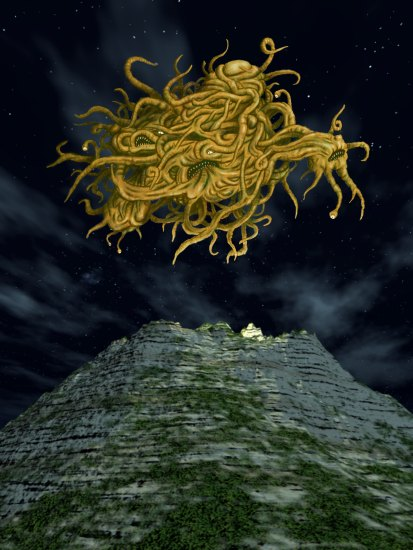

요그소토스(Yog-Sothoth), "하나로 모두인 자"는 하워드 필립스 러브크래프트의 크툴후 신화에 등장하는 가상의 외부신이다. 일반적으로 거대한 방울들의 덩어리로 형상화된다. 요그소토스는 모든 시간과 공간에 존재하나 현재는 우주의 밖에 감금되어 있는 것으로 되어 있다.

## 신화
"요그소토스는 문을 연다. 요그소토스는 문이다. 요그소토스는 문의 열쇠이자 수호자이다. 과거, 현재, 미래는 요그소토스 안에서 모두 하나이다. 요그소토스는 옛것들이 옛스러움에서 깨져나온 곳을 알고, 어디에서 미래로 나갈지를 알고 있다. 요그소토스는 옛것들이 지구 어디를 누비었는지 알고 있고, 지금 어디를 누비고 있는지 알고 있으며, 자신을 제외한 다른 누구도 그들을 알지 못하는 이유 역시 알고 있다." -- H.P. 러브크래프트,〈던위치의 공포〉
"나의 상상력이 충격적인 형상의 전설속의 요그소토스를 만들어냈다. 악의적인 무지갯빛 구체들의 방대한 모습으로." - H.P. 러브크래프트, 〈박물관에서의 공포〉
신화의 요그소토스는 하나로서 존재하는 모든 것이자 모든 것으로서 존재하는 하나이며, 단지 시간-공간의 흐름 속에 존재하는 것이 아니라 모든 공상과 수학을 넘어서는 존재의 궁극적 본질과 맞닿아 있다. 지구의 많은 사교들이 요그소토스를 다양한 이름 아래 섬기었으며 유고스의 균사체 미-고들 또한 "넘어선 자"라는 이름으로 요그소토스를 숭배하였다.
요그소토스는 모든 것을 알고 있으며 모든 것을 본다. 이 신의 환심을 사는 것은 여러 지혜로 보답받을 수 있으나, 크툴후 신화의 모든 신적 존재들이 그러하듯 이 신을 보거나, 이 신에 대해 너무 많은 것을 알게 되는 것은 끔찍한 결과를 가져올 수 있다. 일부 작가들은 요그소토스의 환심을 사기 위해서 필요한 것들로 인간 제물이나 영원한 복종 등을 제시하였다.

## 옛것들
요그소토스는 〈던위치의 공포〉(1929년)에 언급된 신비스런 옛것들과 연관이 있는 것으로 알려져 있으나 옛것들이 어떠한 존재이며 요그소토스와 어떤 관계인지는 알려져 있지 않다. 그러나 옛것들과 요그소토스가 일종의 협력관계라는 것은 요그소토스의 인간 아들 윌버 화틀리가 옛것들을 소환하여 윌버의 타락한 쌍둥이 동생을 지배하도록 시키려 했던 점에서 짐작된다.
단편 〈찰스 덱스터 워드의 경우〉에서 요그소토스의 이름은 망자를 되살리는 주문의 일부로 등장한다:
Y'AI'NG'NGAH
YOG-SOTHOTH
H'EE-L'GEB
F'AI TRHODOG
UAAAAH